# WiTricity Corporation
WiTricity ist ein US-amerikanisches Unternehmen, das sich mit kabelloser Ladetechnik befasst. Es nutzt die drahtlose Energieübertragung mittels resonant induktiver Kopplung. Das Unternehmen lizenziert Techniken und Referenzdesigns für das kabellose Laden von Elektrofahrzeugen (Elektroautos) sowie von Verbraucherprodukten wie Laptops, Mobiltelefonen und Fernsehgeräten.

## Geschichte
Das Unternehmen wurde 2007 von Marin Soljačić, Professor am Massachusetts Institute of Technology (MIT), gegründet. Das MIT-Spin-off hat seinen Sitz in Watertown, Massachusetts. Im Jahr 2014 trat WiTricity der Alliance for Wireless Power (A4WP) bei, die später mit der Power Matters Alliance zur AirFuel Alliance fusionierte. Alex Gruzen löste 2014 Eric Giler als Chief Executive Officer (CEO) ab. Morris Kesler ist Chief Technology Officer (CTO).
Im Jahr 2017 begann WiTricity, sich mehr auf Ladesysteme für Elektrofahrzeuge als auf Consumer-Technologie-Produkte zu konzentrieren. Im Jahr 2018 hatte WiTricity mit mehr als einem Dutzend Automobilunternehmen, darunter große internationale Konzerne, meist kleinere Forschungs- und Entwicklungsprojekte betrieben. Zu den Partnern gehörten unter anderem Audi, die Mahle GmbH und Mitsubishi.
Im Februar 2019 erwarb das Unternehmen die Vermögenswerte und geistigen Eigentumsrechte von Qualcomm Halo und dessen induktive Ladetechnologie; die Transaktion umfasste mehr als 1.000 Patente und Patentanmeldungen sowie Technologiekonzepte und Lizenzen und machte Qualcomm zu einem Minderheitseigentümer von WiTricity. Ende 2020 reichten das MIT und WiTricity eine Verletzungsklage gegen das in Pennsylvania ansässige Unternehmen Momentum Dynamics wegen sieben Patenten zur drahtlosen Energieübertragung ein.

### Finanzierung
Vor einer öffentlich nicht näher bezifferten Investition durch Toyota im Jahr 2011 hatte WiTricity rund 15 Mio. USD aufgebracht. Bis April 2013 erhielt das Unternehmen rund 45 Mio. USD an Finanzmitteln, nach weiteren Finanzierungsrunden in den Jahren 2015 und 2018 68 Mio. USD und bis Anfang 2019 rund 88 Millionen US-Dollar. Zu den Förderern gehörten Delta Electronics, Foxconn, Haier, Intel, Schlumberger und Toyota.
Im Jahr 2020 schloss WiTricity eine 34-Millionen-Dollar-Finanzierungsrunde unter der Leitung des Vermögensverwalters Stage 1 Ventures mit zusätzlicher Beteiligung von Air Waves Wireless Electricity und der Mitsubishi-Tochter Mitsubishi Corporation (Americas) ab. Die Runde wurde im Januar 2021 um 18 Millionen Dollar erweitert; Tony Fadell war unter den privaten Investoren und trat dem Beirat von WiTricity bei.
Im August 2022 schloss WiTricity eine weitere Finanzierungsrunde in Höhe von 63 Mio. USD ab. Die Runde wurde von Siemens angeführt, das 25 Mio. USD investierte und im Juni 2022 eine Minderheitsbeteiligung an dem Unternehmen erworben hatte. Mirae Asset Capital und Japan Energy Fund beteiligten sich an der Runde zusammen mit einigen anderen Investoren.

## Technik
Die Technik von WiTricity ermöglicht die kabellose Energieübertragung mittels resonant induktiver Kopplung. Wechselstrom fließt durch eine Spule in einer Ladestation und bildet ein oszillierendes elektromagnetisches Feld. Eine andere Spule, die mit der gleichen Frequenz schwingt, fängt die Energie des Feldes ein, und ein Gleichrichter liefert Gleichstrom an ein Batteriemanagementsystem. Die Technik funktioniert durch verschiedene Materialien wie Stein, Zement, Asphalt oder Holz hindurch und hat einen durchgängigen Wirkungsgrad von über 90 Prozent. Im Zeitraum 2013 bis 2014 erreichte die elektrische Leistung 10 W für mobile Geräte, 6 kW für Personenkraftwagen und 25 kW für Flotten und Busse. Das System von WiTricity hat Ladeleistungen von 3,6 bis 11 kW und weist bei der Übertragung aus dem Stromnetz in den Akkumulator einen Verlust von sieben bis zehn Prozent er Energie auf.

### Anwendungen
WiTricity hat Lizenzvereinbarungen mit Anjie Wireless, Delphi (Aptiv), Intel, Mahle, TDK, Toyota und Zhejiang VIE geschlossen. Thoratec hat die Technik lizenziert, um Herzpumpen herzustellen, die sich automatisch aufladen können. WiTricity hat das kabellose Aufladen für Verbraucherprodukte wie Laptops, Mobiltelefone, Fernsehgeräte und Solarpanel-Empfänger demonstriert. Das Unternehmen hat auch gezeigt, wie die Technik genutzt werden kann, um Soldatenhelme mit Nachtsichtbrillen während des Transports in einem Fahrzeug kabellos mit Strom zu versorgen. Die Einführung des Laptop-tablet Latitude 7285 von Dell im Jahr 2017 war das erste kommerzielle Verbraucherprodukt, das diese Technik nutzte.
Im Jahr 2018 war der 530e iPerformance von BMW das erste Fahrzeug, das werkseitig mit kabellosem Laden auf Grundlage der Technik von Witricity ausgestattet war. Das Demonstrationsmodell Kona von Hyundai nutzt diese Technik ebenfalls. Im Mai 2020 veröffentlichte China seinen nationalen Standard für das kabellose Laden von Elektrofahrzeugen, in den die Technik von WiTricity eingeflossen ist.

## Lesenswertes
- Rob Matheson:  WiTricity's wireless charging technology is coming soon to mobile devices, electric cars, and more In: Phys.org, 10. Juli 2014
- Eric Bender:  A world of wireless power In: MIT News, Massachusetts Institute of Technology
- A Witricity-Based High-Power Device for Wireless Charging of Electric Vehicles. In: Energies. 10. Jahrgang, Nr. 3, März 2017, S. 323 (researchgate.net).
- Witricity Leverages Magnetic Resonance for Flexible Wireless Charging. In: IEEE Spectrum. (ieee.org).